# Renée Flemingová
Renée Lynn Flemingová, nepřechýleně Fleming (* 14. února 1959 Indiana, Pensylvánie), je americká operní pěvkyně. Její hlas je lyrický soprán.

## Osobní život
Renée Flemingová se narodila v pensylvánském městě Indiana a vyrůstala v Rochesteru ve státě New York. Oba její rodiče byli učitelé hudby. Jedni z jejích praprarodičů se narodili v Praze a emigrovali do USA. Má dva vlastní sourozence, bratra Edwarda Fleminga a sestru Rachelle, a jednoho nevlastního bratra z druhého manželství matky.
V roce 1989 se pěvkyně provdala za herce Ricka Rosse, se kterým má dvě dcery, Amelii a Sage. Pár se však rozvedl v roce 2000. 3. září 2011 se Renée Flemingová podruhé provdala; jejím druhým manželem je právník Tim Jessell.

## Studium zpěvu
Flemingová studovala zpěv na Crane School of Music (Craneova škola hudby) v městě Potsdam ve státě New York. Její učitelkou zpěvu na této škole byla Patricia Misslin, která měla na jejím hlasovém vývoji velmi významný podíl.
Získala Fulbrightovo stipendium, které jí umožnilo spolupracovat v Německu s americkou koloraturní sopranistkou a učitelkou zpěvu Arleen Augér. Ve Frankfurtu nad Mohanem byla její profesorkou po dobu dvou let také bývalá slavná německá pěvkyně Elisabeth Schwarzkopf. Poté Flemingová pokračovala ve studiích na newyorské Juilliardově škole, kde vystupovala v tamním operním centru například v rolích Musetty v Pucciniho Bohémě (La bohème) a ve světové premiéře Menottiho opery Tamu-Tamu. Během studia zpívala Flemingová také v New Yorku s jazzovým triem.

## Umělecká kariéra

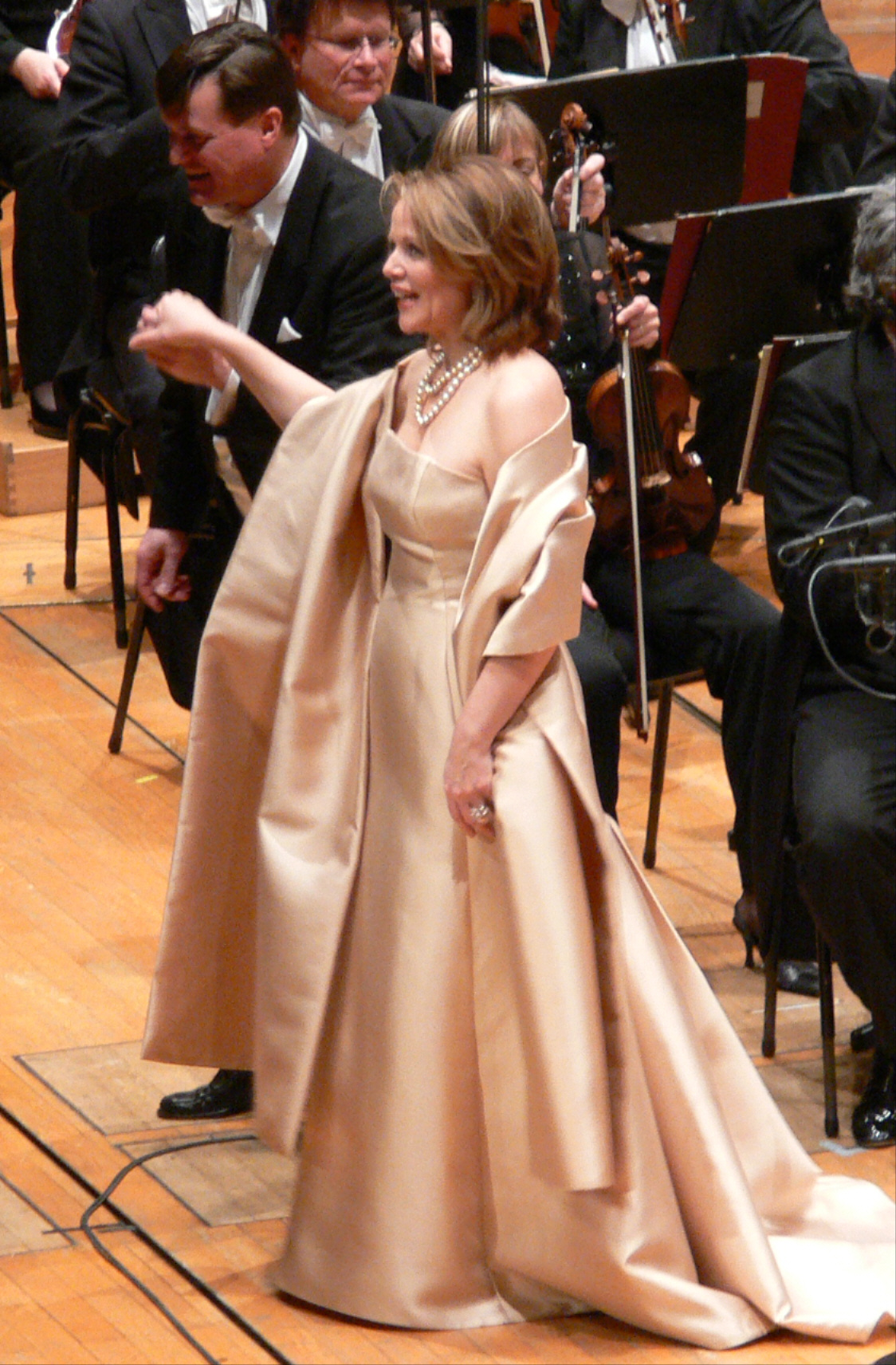
Renée Flemingová při koncertu v Mnichově (Philharmonie im Gasteig), 2008. Vedle pěvkyně je dirigent Christian Thielemann.

Repertoár Renée Flemingové obsahuje především koloraturní, lyrická a spinto sopránová operní díla, ale také písně, např. od Richarda Strausse. Renée Flemingová byla po dlouhá léta hvězdou Metropolitní opery v New Yorku. Účinkovala ve velkých operních domech mj. ve Spojeném království, v Itálii, Německu, Rakousku a ve Francii a také na mnoha koncertech, mimo jiné i v Česku a Rusku. V jazycích těchto zemí také zpívá; plynně hovoří německy a francouzsky, částečně italsky.
Mezi její významné role patřily hraběnka Almaviva z Mozartovy opery Figarova svatba, Desdemona ve Verdiho Othellu, Violetta z Verdiho opery La traviata, titulní role v Dvořákově Rusalce a také hlavní postavy v operách Julese Masseneta Manon a Thaïs.
Na světových scénách vytvořila hlavní role v operách Richarda Strausse Arabella a Růžový kavalír (Marschallin). Ve Straussově opeře Capriccio zpívala roli hraběnky Madeleine, a to od roku 2004, kdy debutovala v Paříži v Palais Garnier. V červnu 2013 vystoupila v této roli na scéně Vídeňské státní opery.
Spolupracovala s dirigenty, jako jsou Claudio Abbado, James Levine, Charles Mackerras, Kurt Masur, Zubin Mehta, André Previn či Christian Thielemann.
Dne 18. ledna 2009 účinkovala na koncertě u Lincolnova památníku ve Washingtonu, který se konal při příležitosti uvedení prezidenta USA Baracka Obamy do úřadu (pod názvem We Are One: The Obama Inaugural Celebration). Zpívala zde píseň Rodgerse a Hammersteina You'll Never Walk Alone, doprovázely ji sbory amerického vojenského námořnictva (United States Naval Academy).
Sopranistka několikrát navštívila i Českou republiku. 18. července 2009 předvedla své umění na operním galakoncertu v Českém Krumlově, pořádaném pod širým nebem v tamější Pivovarské zahradě v rámci 18. ročníku českokrumlovského Mezinárodního hudebního festivalu. Doprovázel ji Symfonický orchestr Českého rozhlasu pod taktovkou Johna Keenana z Metropolitní opery v New Yorku. Přednesla zde řadu slavných árií ze svého bohatého repertoáru, mj. árii Rusalky „Měsíčku na nebi hlubokém“ z opery Rusalka od Antonína Dvořáka, a to v češtině. Na koncertě byl přítomen i bývalý český prezident Václav Havel.
Začátkem dubna 2017 oznámila ukončení své dlouholeté operní kariéry v Metropolitní opeře v New Yorku. Jejím posledním vystoupením na této scéně byla role Maršálky (Marschallin) v německy zpívané opeře Richarda Strausse Růžový kavalír dne 13. května 2017. Představení bylo vysíláno přímým přenosem do celého světa v rámci projektu MET Live in HD. V tomto představení se loučila s rolí Oktaviána mezzosopranistka Elīna Garanča, která společně s Flemingovou často zpívala tuto roli. Flemingová však ve své pěvecké kariéře dále pokračuje. Mimo jiné vystoupila poté na koncertu pod širým nebem v parku zámku Schönbrunn ve Vídni. Zde přednesla árie a písně z výhradně „slovanského“ repertoáru, především skladby Petra Iljiče Čajkovského a Antonína Dvořáka (mj. píseň Když má stará matka). Dirigentem Vídeňských filharmoniků byl Valerij Gergijev.
V roce 2022 se vrátila na scénu Metrpolitní opery v New Yorku v jedné ze tří titulních rolí opery Kevina Putse Hodiny. Vznik opery sama iniciovala.

## Ocenění
Je držitelkou hudebního ocenění Richarda Tuckera. V roce 2008 získala švédskou hudební cenu Polar. Za album The Beautiful Voice obdržela cenu Grammy.
Dirigent Sir Georg Solti o ní prohlásil: „Ve svém dlouhém životě jsem se setkal snad jen se dvěma sopranistkami takové kvality zpěvu, tou druhou byla Renata Tebaldiová.“

## Repertoár
| Rok (debut) | Role                                              | Skladatel                 | Opera                               | Místo                                          |
| ----------- | ------------------------------------------------- | ------------------------- | ----------------------------------- | ---------------------------------------------- |
| 1978        | Laurie Moss                                       | Aaron Copland             | The Tender Land                     | Crane School of Music – SUNY Potsdam           |
| 1979        | Alison (žena)                                     | Gustav Holst              | The Wandering Scholar               | Crane School of Music – SUNY Potsdam           |
| 1980        | Elsie Maynard                                     | Gilbert & Sullivan        | The Yeomen of the Guard             | Crane School of Music – SUNY Potsdam           |
| 1981        | Zerlina                                           | Wolfgang Amadeus Mozart   | Don Giovanni                        | Eastman School                                 |
| 1982        | Anne Sexton                                       | Conrad Susa               | Transformations                     | Aspen Music Festival & School                  |
| 1983        | Countess Almaviva                                 | Wolfgang Amadeus Mozart   | Le Nozze di Figaro                  | Aspen Music Festival & School                  |
| 1983        | Musetta                                           | Giacomo Puccini           | La Bohème                           | Juilliard Opera Center                         |
| 1986        | Konstanze                                         | Wolfgang Amadeus Mozart   | Únos ze serailu                     | Salcburk, Landestheather                       |
| 1986        | Fraquita                                          | Georges Bizet             | Carmen                              | Virginia Opera                                 |
| 1986        | Belle Fezziwig, Martha Cratchit, Laundress, Rosie | Thea Musgave              | A Christmas Carol                   | Virginia Opera                                 |
| 1987        | Manželka                                          | Gian Carlo Menotti        | Tamu-Tamu                           | Juilliard Opera Center                         |
| 1988        | Thalie, Clarine, La Folie                         | Jean-Philippe Rameau      | Platée                              | Piccolo Teatro dell' Opera                     |
| 1988        | Pamina                                            | Wolfgang Amadeus Mozart   | Kouzelná flétna                     | Virginia Opera                                 |
| 1989        | Mimì                                              | Giacomo Puccini           | La Bohème                           | New York City Opera                            |
| 1989        | Dirce                                             | Luigi Cherubini           | Médée                               | Royal Opera House Covent Garden, Londýn        |
| 1989        | Imogene                                           | Vincenzo Bellini          | Il Pirata                           | New York City Opera                            |
| 1990        | Rusalka                                           | Antonín Dvořák            | Rusalka                             | Seattle Opera, Seattle                         |
| 1990        | Micaëla                                           | Georges Bizet             | Carmen                              | New York City Opera                            |
| 1990        | Lucrezia Borgia                                   | Gaetano Donizetti         | Lucrezia Borgia                     | New York                                       |
| 1990        | Maria Padilla                                     | Gaetano Donizetti         | Maria Padilla                       | Omaha Opera, Omaha                             |
| 1991        | Rosina                                            | John Corigliano           | The Ghosts of Versailles            | Metropolitan Opera, New York                   |
| 1991        | Ilia                                              | Wolfgang Amadeus Mozart   | Idomeneo                            | Tanglewood Festival                            |
| 1991        | Amina                                             | Vincenzo Bellini          | La Sonnambula                       | Carnegie Hall, New York                        |
| 1991        | Thaïs                                             | Jules Massenet            | Thaïs                               | Washington Concert Opera                       |
| 1991        | Sandrina                                          | Wolfgang Amadeus Mozart   | La finta giardiniera                | Salle Pleyel, Paříž                            |
| 1992        | Contessa di Folleville                            | Gioacchino Rossini        | Il Viaggio a Reims                  | Royal Opera Covent Garden                      |
| 1992        | Fiordiligi                                        | Wolfgang Amadeus Mozart   | Così fan tutte                      | Grand Théâtre de Genève, Ženeva                |
| 1992        | Anna                                              | François Adrien Boieldieu | La dame blanche                     | Carnegie Hall, New York                        |
| 1992        | Fortuna                                           | Wolfgang Amadeus Mozart   | Il sogno di Scipione                | Alice Tully Hall, Lincoln Center, New York     |
| 1992        | Taťána                                            | Petr Iljič Čajkovskij     | Jevgenij Oněgin                     | Dallas Opera                                   |
| 1993        | Armida                                            | Gioacchino Rossini        | Armida                              | Pesaro, Rossini Opera Festival                 |
| 1993        | Donna Elvira                                      | Wolfgang Amadeus Mozart   | Don Giovanni                        | Teatro alla Scala, Milán                       |
| 1993        | Alaide                                            | Vincenzo Bellini          | La Straniera                        | Carnegie Hall, New York                        |
| 1993        | Susannah                                          | Carlisle Floyd            | Susannah                            | Lyric Opera, Chicago                           |
| 1993        | Lulu                                              | Alban Berg                | Árie z opery Lulu                   | Metropolitan Concert/Gala, Ann Arbor, Michigan |
| 1993        | Jenůfa                                            | Leoš Janáček              | Její pastorkyňa (mimo Česko Jenůfa) | Dallas Opera                                   |
| 1994        | Desdemona                                         | Giuseppe Verdi            | Othello                             | Metropolitní opera                             |
| 1994        | Ellen Orford                                      | Benjamin Britten          | Peter Grimes                        | Metropolitní opera                             |
| 1994        | Madame de Tourvel                                 | Conrad Susa               | The Dangerous Liaisons              | San Francisco Opera, San Francisco             |
| 1994        | Salome                                            | Jules Massenet            | Hérodiade                           | San Francisco Opera                            |
| 1994        | Rosmonda Clifford                                 | Gaetano Donizetti         | Rosmonda d'Inghilterra              | Opera Rara (vydavatelství), CD                 |
| 1995        | Maršálka                                          | Richard Strauss           | Růžový kavalír                      | Houston Grand Opera, Houston                   |
| 1995        | Amelia                                            | Giuseppe Verdi            | Simone Boccanegra                   | Royal Opera Covent Garden, Londýn              |
| 1996        | Markétka (Margueritte)                            | Charles Gounod            | Faust                               | Lyric Opera, Chicago                           |
| 1996        | Donna Anna                                        | Wolfgang Amadeus Mozart   | Don Giovanni                        | Opéra national de Paris                        |
| 1996        | Eva                                               | Richard Wagner            | Mistři pěvci norimberští            | Hudební slavnosti v Bayreuthu, Bayreuth        |
| 1997        | Manon                                             | Jules Massenet            | Manon                               | Opéra Bastille, Paříž                          |
| 1998        | Arabella                                          | Richard Strauss           | Arabella                            | Houston Grand Opera                            |
| 1998        | Blanche DuBois                                    | André Previn              | A Streetcar Named Desire            | San Francisco Opera                            |
| 1999        | Alcina                                            | Georg Friedrich Händel    | Alcina                              | Opéra national de Paris                        |
| 1999        | Louise                                            | Marc-Antoine Charpentier  | Louise                              | San Francisco Opera                            |
| 2003        | Violetta                                          | Giuseppe Verdi            | La traviata                         | Houston Grand Opera                            |
| 2004        | Rodelinda                                         | Georg Friedrich Händel    | Rodelinda                           | Metropolitní opera                             |
| 2004        | Hraběnka (Gräfin)                                 | Richard Strauss           | Capriccio                           | Palais Garnier, Paříž                          |
| 2005        | Daphne                                            | Richard Strauss           | Daphne                              | University of Michigan                         |
| 2010        | Hanna Glawari                                     | Franz Lehár               | Veselá vdova                        | Semperoper, Drážďany                           |
| 2012        | Ariadne                                           | Richard Strauss           | Ariadna na Naxu                     | Baden-Baden                                    |
| 2014        | Rusalka                                           | Antonín Dvořák            | Rusalka                             | Metropolitan Opera, New York                   |
| 2014        | Hanna Glawari                                     | Franz Lehár               | Veselá vdova                        | Metropolitan Opera, New York                   |
| 2017        | Maršálka                                          | Richard Strauss           | Růžový kavalír                      | Metropolitan Opera, New York                   |
| 2022        | Clarissa Vaughan                                  | Kevin Puts                | Hodiny                              | Metropolitan Opera, New York                   |

## Nahrávky

### CD
- Gaetano Donizetti: Rosmonda d'Inghilterra, Opera Rara 1994
- Richard Strauss: Four Last Songs, RCA 1996
- Visions of Love – Mozart Arias, Decca 1996
- Schubert Lieder, Decca 1997
- Signatures – Great Opera Scenes, árie od: Wolfgang Amadeus Mozart, Giuseppe Verdi, Benjamin Britten, Richard Strauss, dirigent Sir Georg Solti, Decca 1997
- Felix Mendelssohn Bartholdy: Elijah Decca 1997
- Antonín Dvořák: Rusalka (1997)
- André Previn: A Streetcar Named Desire (1997)
- The Beautiful Voice, Decca 1998
- I Want Magic American Opera Arias, Decca 1998
- Star Crossed Lovers duety s Plácidem Domingem, Decca 1999
- Strauss Heroines, Decca 1999
- Requiem (Verdi), spoluúčinkovali: Andrea Bocelli, Olga Borodina a Ildebrando D'Arcangelo, dirigent Valerij Gergijev, Philips 2001
- Renée Fleming, dirigent Charles Mackerras, Decca 2001
- Night Songs, písně od: Claude Debussy, Gabriel Fauré, Joseph Marx, Richard Strauss, Sergej Rachmaninov, Decca 2001
- Jules Massenet: Thaïs (2001)
- Jules Massenet: Manon (2001)
- Bel Canto, árie od: Gaetano Donizetti, Vincenzo Bellini, Gioacchino Rossini, Decca 2002
- Under the Stars, duety z Broadwaye s Brynem Terfelem, Decca 2003
- By Request, Decca 2003
- Mozart: Così fan tutte, Decca
- Händel: Alcina, Erato
- Rossini: Armida (live), Sony
- Mozart: Don Giovanni, Decca
- Massenet: Hérodiade (live), Sony
- Handel Arias, Decca 2003/2004
- Requiem (Verdi), Philips 2004
- Haunted Heart, Decca 2005
- Sacred Songs, Decca 2005
- Homage – The Age of the Diva, Decca 2006
- Love Sublime cykly písní s Bradem Mehldauem, Nonesuch, 2006
- Strauss: Daphne, Decca
- Four Last Songs by Richard Strauss (Poslední čtyři písně), Decca 2008
- Verismo – árie od: Puccini, Mascagni, Cilea, Giordano, Leoncavallo, Decca 2009
- Dark Hope, Decca 2010
- Poèmes – francouzské písně, Decca 2012
- Guilty Pleasures – operní árie, Decca 2013
- Christmas in New York, Decca 2014
- Distant Light, Decca 2017

### DVD
- Čajkovský: Eugene Onegin, Decca 2007
- Verdi: La traviata, Decca 2007
- Mozart: Don Giovanni, Deutsche Grammophon 2005
- Mozart: The Marriage of Figaro, NVC Arts 1999
- Massenet: Manon, Arthaus 2009
- Rossini: Armida, Decca 2011
- Richard Strauss: Arabella, Decca 2008
- Richard Strauss: Der Rosenkavalier, Decca
- Richard Strauss: Capriccio, Decca 2011
- Richard Strauss: Capriccio, Arthaus 2011
- Richard Strauss: Ariadne auf Naxos, Decca 2013
- Verdi: Otello, Deutsche Grammophon 2004
- Dvořák: Rusalka, Arthaus 2009
- Massenet: Thaïs, Decca 2010
- Händel: Rodelinda, Decca 2012
- Previn: A Streetcar Named Desire, Arthaus 1999
- Ladies and Gentlemen Miss Renée Fleming (dokumentární DVD), Decca 2002
- The Kindness of Strangers (dokumentární DVD), Arthaus 2001
- Metropolitan Opera: The Audition (dokumentární DVD)